# Vol Alaska Airlines 1866
Le 4 septembre 1971, un Boeing 727-100 effectuant le vol Alaska Airlines 1866, un vol régulier de passager exploité par Alaska Airlines, reliant Anchorage, en Alaska, à Seattle, dans l'État de Washington, avec plusieurs escales intermédiaires dans le sud-est de l'Alaska, s'est écrasé contre une montagne dans le borough de Haines, à environ 35 km à l'ouest de Juneau, alors qu'il est en phase d'approche pour l'atterrissage à l'aéroport de Juneau.
Il n'y a aucun survivant parmi les 111 passagers et membres d'équipage à bord. Il s'agit à la fois du premier accident mortel impliquant un appareil d'Alaska Airlines et de l'accident aérien le plus meurtrier de l'histoire américaine impliquant un seul avion, jusqu'au crash du vol Eastern Air Lines 66 en juin 1975.
Cet accident reste, encore aujourd'hui, la pire catastrophe aérienne jamais survenue en Alaska.

## Avion et équipage

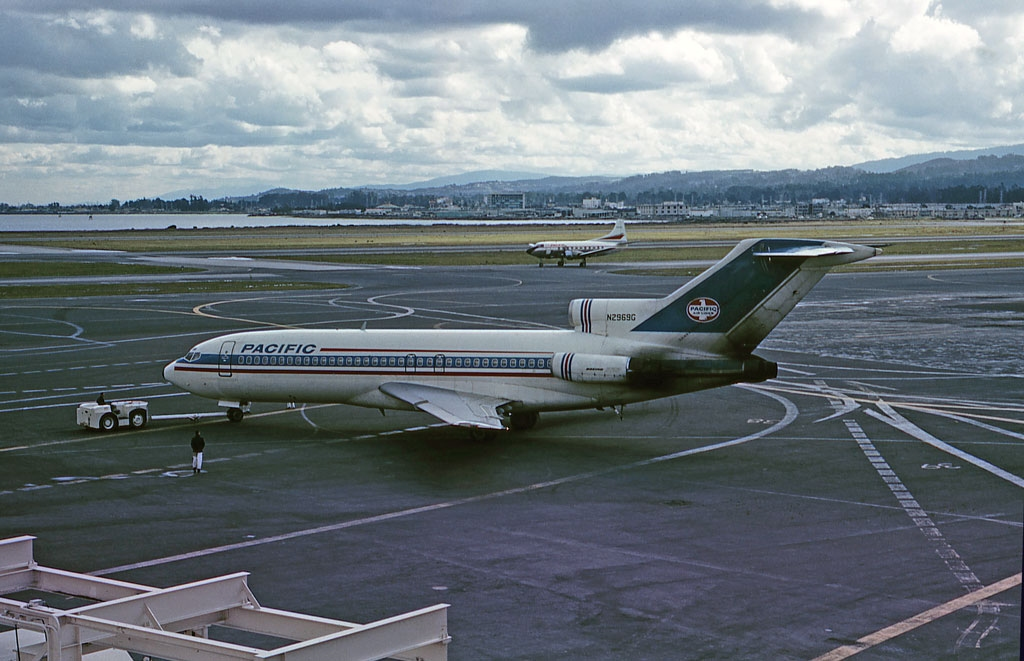
N2969G, l'appareil impliqué dans l'accident, ici à l'aéroport international de San Francisco en 1967, alors qu'il opère toujours pour Pacific Air Lines.

L'appareil impliqué est un Boeing 727-193, immatriculé N2969G et fabriqué en 1966. Il est initialement exploité par Pacific Air Lines. Le 8 avril 1970, l'avion a été transférée à la compagnie Hughes Airwest (en). Peu de temps après, le 25 septembre 1970, Hughes Airwest l'a loué à Alaska Airlines. Il est propulsé par deux turboréacteurs à double flux de type Pratt & Whitney JT8D-7B. Il totalise 11 344 heures de vol au moment de l'accident.
Le commandant de bord est Richard C. Adams (41 ans) ; il totalise 13 870 heures de vol, dont 2 688 heures sur Boeing 727. Le copilote Leonard D. Beach (32 ans) est le pilote en fonction au moment de l'accident. Il totalise 5 000 heures de vol, dont 2 100 sur Boeing 727. James J. Carson (30 ans) est le mécanicien navigant et totalise 2 850 heures de vol, dont environ 2 600 sur Boeing 727. Beach et Carson ont tous deux été embauchés par Alaska Airlines en 1966, et Adams travaillé pour la compagnie aérienne depuis 1955.

## Déroulement des faits
Le vol 1866 (indicatif d'appel du contrôle aérien : « Alaska 66 ») devait quitter Anchorage (ANC), en Alaska, effectuer plusieurs escales intermédiaires à Cordova (CDV), Yakutat (YAK), Juneau (JNU) et Sitka (SIT), en Alaska, avant de continuer vers Seattle (SEA), dans l'État de Washington. L'avion a quitté ANC à l'heure prévue, à 9 h 13, et la première escale à CDV s'est déroulée sans incident, à l'exception d'un problème mineur avec une des portes de la soute qui a provoqué un léger retard. Il a quitté CDV à 10 h 34 et a atterri à YAK à 11 h 7. Il a ensuite quitté YAK à 11 h 35, avec 104 passagers et 7 membres d'équipage à bord.
À 11 h 46, l'équipage a contacté le contrôle aérien d'Anchorage et a signalé qu'il se trouvait au niveau de vol 230 (FL230), soit 23 000 pieds (7 010 m), à 65 milles (105 km) à l'est de Yakutat. Le contrôleur a ensuite donné l'autorisation de descendre, à la discrétion des pilotes, pour traverser l'intersection (en) PLEASANT à 10 000 pieds (3 048 m), et leur a donné une limite d'autorisation de descente à l'intersection HOWARD. Le contrôleur leur a ensuite donné le calage altimétrique à JNU et leur a demandé de signaler qu'ils avaient dépassé 11 000 pieds (3 353 m) lors de la descente.
À 11h51, l'équipage a informé le contrôleur qu'il quittait le FL230 en descente pour atteindre l'altitude de 10 000 pieds à l'intersection PLEASANT. 
À 11 h 54, le contrôleur a demandé à l'équipage d'arrêter sa descente à 12 000 pieds (3 658 m) et a modifié la limite d'autorisation à l'intersection PLEASANT, où ils pouvaient s'attendre à se maintenir au niveau de vol. Ils ont signalé un palier à 12 000 pieds moins d'une minute plus tard. Le contrôleur a expliqué qu'il avait dû modifier l'autorisation en raison d'un autre avion présent dans l'espace aérien près de JNU. Un Piper PA-23 Apache, immatriculé N799Y, avait quitté JNU à 11h44, à destination de Whitehorse, et s'était signalé à proximité de l'intersection HOWARD. L'altitude du Piper était inconnue et il y avait une certaine confusion quant à la route qu'il était censé suivre. Le vol 1866 a servi de relais de communication entre le contrôleur et le pilote du Piper pour plusieurs transmissions radio.
À 11 h 58, le vol 1866 a signalé qu'il avait dépassé PLEASANT et qu'il était entré dans le circuit d'attente à cet endroit. Le contrôleur a accusé réception du rapport et a de nouveau autorisé l'avion à se rendre à l'intersection HOWARD. Il leur a ensuite demandé de confirmer qu'ils étaient toujours à 12 000 pieds et s'ils étaient « au-dessus » des nuages à cette altitude. L'équipage a répondu qu'ils étaient à 12 000 pieds, mais dans les nuages et volant « aux instruments ».
À 12 h, le contrôleur a répété la nouvelle autorisation d'attente à HOWARD et a indiqué aux passagers qu'ils pouvaient s'attendre à y rester jusqu'à 12 h 10. À 12 h 1, l'équipage a signalé qu'il était entré dans le circuit d'attente à HOWARD à 12 000 pieds.
À 12 h 7, le contrôleur a demandé leur position actuelle dans le circuit d'attente et la direction à suivre par rapport à HOWARD. L'équipage a indiqué qu'il tournait sur la portion entrante du circuit, rejoignant la trajectoire du localizer (LOC) en direction de HOWARD. Le contrôleur a ensuite autorisé l'avion à effectuer une procédure d'approche directe vers la piste 8 et lui a demandé de traverser HOWARD en direction de l'altitude assignée ou moins de 9 000 pieds (2 743 m). L'équipage a accusé réception de l'autorisation et a indiqué qu'il quittait 12 000 pieds. La procédure d'approche consiste en un LOC fournissant un guidage horizontal à l'équipage. Le guidage vertical était assuré par des instructions figurant sur la carte d'approche ; la procédure impliquait de descendre à diverses altitudes publiées après avoir traversé des intersections spécifiques entre le LOC et une station VOR à proximité. Le LOC n'était pas équipé d'un équipement de mesure de distance au moment de l'accident.
À 12 h 8, le contrôleur d'Anchorage leur a demandé de signaler leur altitude actuelle et l'équipage a répondu : « ... partant cinq mille cinq... quatre mille cinq cents. » L'équipage a ensuite reçu l'ordre de contacter la tour de contrôle de l'aéroport de Juneau. L'équipage a accusé réception de la transmission et a changé de fréquence pour la tour. Le vol 1866 a vérifié la fréquence de la tour, signalant au-dessus de l'intersection BARLOW. Le contrôleur de la tour a répondu : « Alaska 66, comprenez... Je n'ai pas copié l'intersection... », et a continué sa transmission, leur donnant les conditions météorologiques actuelles et la piste à utilisée, et leur a demandé de signaler au-dessus de BARLOW. Une partie de cette transmission a été enregistrée sur l'enregistreur phonique (CVR) de l'avion, mais l'enregistrement s'est arrêté au milieu de la transmission. Par la suite, il n'y a pas eu d'autres transmissions de la part du vol 1866.
Vers 12 h 15, le 727 a percuté le versant est d'un canyon situé dans la chaîne Chilkat (en), au milieu de la forêt nationale de Tongass, à une altitude de 2 500 pieds (762 m), à 30 km à l'ouest de Juneau. L'appareil a été pulvérisé sous la violence de l'impact, tuant sur le coup les 111 personnes présentes à bord. Selon les données de l'enregistreur phonique (CVR) et de l'enregistreur de paramètres (FDR), l'équipage n'a même pas eu conscience, jusqu'à la dernière seconde, qu'une collision avec le relief était imminente.
Lorsque l'équipage a cessé de réagir, la tour de contrôle de JNU a prévenu les autorités locales, qui ont immédiatement lancé des recherches pour retrouver l'avion. Quelques heures plus tard, l'épave du 727 a été localisée sur le versant est des monts Chilkat, à l'ouest de l'aéroport de Juneau.
Deux témoins présent dans la région des monts Chilkat ont déclaré avoir entendu un avion de ligne volant à basse altitude, mais ne pas l'avoir vu à cause des nuages et de la faible visibilité, qu'ils ont estimée entre 60 à 90 m. Ils ont décrit le bruit des moteurs comme normal. Peu de temps après, ils ont entendu une forte explosion. Un troisième témoin dans la région a vu un avion volant à basse altitude disparaître dans les nuages, mais n'a pas déclaré avoir entendu de bruit d'impact ou d'explosion.

## Enquête
Le rapport final du Conseil national de la sécurité des transports (NTSB) a été publié le 11 octobre 1972. L'enquête a révélé que les facteurs suivants ont contribué à l'accident :

« Le NTSB a déterminé que la cause probable de cet accident était l'affichage d'informations de navigation trompeuses concernant la progression du vol 1866 le long de la trajectoire d'approche vers la piste de l'aéroport de Juneau, ce qui a amené l'équipage a entamé une descente prématurée en dessous de l'altitude minimale de sécurité. L'origine ou la nature de ces informations de navigation trompeuses n'ont pu être déterminées avec exactitude. 
Les enquêteurs ont également conclu que l'équipage n'avait pas utilisé les systèmes d'aide à la navigation disponibles pour vérifier la progression de l'appareil le long de l'axe d'alignement de piste, et que ces aides n'étaient pas obligatoires. L'équipage n'a pas non plus procédé à l'identification audio requise pour faciliter l'identification du vol par le contrôle aérien.. »